# 刘霸 (广陵王)
刘霸（？—前35年），西汉宗室，即广陵孝王。汉武帝孙，广陵厉王刘胥长子。
刘霸原为广陵王太子，汉宣帝五凤四年（前54年）其父刘胥以反叛罪被迫自杀，广陵国除，刘霸被废为庶人。汉元帝初元二年（前47年）三月，再以刘霸为广陵厉王太子，立为广陵王，在位十三年於建昭四年（前35年）病故。
他的儿子广陵共王刘意嗣位。刘意在位三年，建始二年（前31年）刘意的儿子广陵哀王刘护嗣位。刘护在位十五年，鸿嘉四年（前17年）去世，无子。元延元年（前11年）以刘霸的儿子广陵靖王刘守嗣位。在位十七年，居摄二年（7年）刘守的儿子广陵王刘宏嗣位。王莽篡位，贬刘宏为公，次年，废除。

## 子孙
- 廣陵共王劉意，前34年－前32年在位
  - 廣陵哀王劉護，前31年－前17年在位
- 廣陵靖王劉守，一作刘宇，前11年－6年在位
  - 廣陵王劉宏，7年－9年在位
  - 方樂侯劉嘉，廣陵繆王子，元壽元年五月乙卯封，十一年免
- 蘭陵節侯劉宜，建昭五年十二月封
  - 蘭陵共侯劉譚
    - 蘭陵侯劉便強，免
- 廣平節侯劉德，建昭五年十二月封
  - 廣平侯劉德，免

## 後裔
東漢劉瑜，為子劉守的玄孫。